# リスの冬支度
『リスの冬支度』（リスのふゆじたく、原題：Winter Storage）は、ウォルト・ディズニー・プロダクション（現：ウォルト・ディズニー・カンパニー）が製作した1949年6月3日公開のアニメーション短編映画作品。ドナルドダック・シリーズの第85作である。

## あらすじ
冬までに団栗を集めようとするチップとデールだったが、思うように団栗を集められなかった。そんな時、木を増やすために種まき用の団栗が入った袋を持ってドナルドがやって来た。2匹はその団栗を頂こうとする。 

## スタッフ
- 製作：ウォルト・ディズニー
- 監督：ジャック・ハンナ
- 脚本：ビル・バーグ、ニック・ジョージ
- 音楽：オリバー・ウォレス
- 美術：エール・グレイシー
- 背景：
- 原画：ボブ・チャールソン、ヴォルス・ジョーンズ、ビル・ジャスティス、ジャック・ボーイド

## キャスト
| キャラクター   | 原語版                   | 旧吹き替え版 | 新吹き替え版 |
| -------------- | ------------------------ | ------------ | ------------ |
| ドナルドダック | クラレンス・ナッシュ     | 関時男       | 山寺宏一     |
| チップ         | ジェームズ・マクドナルド | 土井美加     | 滝沢ロコ     |
| デール         | デジー・フリン           | 後藤真寿美   | 稲葉実       |
| ナレーター     | -                        | 江原正士     | -            |

## 日本での公開

### 1977年上映
『ミッキーマウスとドナルドダック（Ⅱ）』においては、『子りすのどんぐり合戦』と改題し、1977年3月19日より4月1日迄公開の「ディズニー名作オンパレード」で公開。
- 『脱線あしか騒動』
- 『クマのプーさん』
- 『まぼろしの怪獣ネッシー』
- ミッキーマウスとドナルドダック（Ⅱ）
  - 『プルートと小鳥の坊や』
  - 『ドナルドのずっこけゴルフ』
  - 『つむじ風の親子』
  - 『がんばれ!みつばち』

## 収録
- 『アニメ・フェスティバル|Ⅱ|』（VHS、ポニー、「リスの住宅難」として収録、英語版）
- 『アニメフェスティバル②』（VHS、バンダイ、「リスの住宅難」として収録、旧吹き替え版）
- 『ドナルドダック・クロニクル Vol.3 限定保存版』（DVD、ブエナ ビスタ ホーム エンターテイメント、新吹き替え版）